# پیشینه نام اصفهان
شهر اصفهان، مرکز شهرستان استان اصفهان، با پهنه‌ای حدود دویست و پنجاه کیلومترمربع، در دل فلات ایران قرار دارد. در رابطه با پیشینه نام اصفهان با رجوع به نوشته‌های یاقوت حموی و ابراهیم پورداوود و حمزه اصفهانی، اصفهان در لهجه قدیم اصفهانی به معنی قشون سپاه  هست و کلمهٔ اصفهان ارتباطی با، محل قشون دارد.

## نام‌های گوناگون
شهر اصفهان از روزگاران کهن تا کنون به نامهای: آپادانا، آصف‌هان، اسباهان، اسبهان، اسپاتنا، اسپادنا، اسپاهان، آسپا، آسپدان، اسپدانه، اسپهان، اسفاهان، اسفهان، اصباهان، اصبهان، اصپدانه، اصفاهان، اصفهان، اصفهانک، انزان، بسفاهان، جی، دارالیهودی، رشورجی، سپاهان، سپانه، شهرستان، صفاهان، صفاهون، گابا، گابیان، گابیه، گبی، نصف جهان و یهودیه سرشناس بوده‌است.

## تغییر نام پس از اسلام
بیشتر نویسندگان بر این باورند که چون این ناحیه پیش از اسلام، به ویژه در دوران ساسانیان، مرکز گردآمدن سپاه بود و سپاهیان مناطق جنوبی و جنوب غرب ایران:
از دیگر مناطق جنوبی مثل کرمان، فارس، خوزستان، سیستان و… در این ناحیه گرد آمده و به سوی محل نبرد حرکت می‌کردند، آنجا را «اسپهان» گفته، سپس عربی شده و به صورت «اصفهان» درآمده‌است

## تاریخچه‌ای کلی از اسپهان
بنای اصفهان رابه طهمورث، سومین پادشاه ازسلسله پیشدادیان نسبت داده‌اند. اصفهان در تاریخ قدیم به نام (گی) در پارس علیا معرفی گردیده، این شهر محل تقاطع راه‌های عمده و اقامتگاه سلطنتی پادشاهان هخامنشی بوده‌است. استرابون جغرافی‌دان یونانی در ۲۰۰۰ سال قبل، از اصفهان به عنوان مرکز کشور ایران نام برد. مسلمانان این شهر را (جی) و در طول تاریخ به نامهای اسپاهان یا شهر سواران و همچنین صفاهان و صفاهون گفته شده. ورود اسلام و گسترش آن و تأثیر عمیق فرهنگ اسلامی در زیر بنای ساخت شهر اصفهان و وجود هنرمندان ایرانی باعث گردید تا یکی از زیباترین شهرهای مذهبی جهان که در آن نمودهای فرهنگی با ارزش از جمله مساجد و مناره‌ها و مدارس علمیه بود شکل بگیرد.
در دوره دیالمه، صاحب بن عباد که مردی کریم و فاضل بود، اصفهان را به مرکز علم و ادب و هنر تبدیل کرد و فضلا و دانشمندان را به آنجا کشاند. درهمین زمان بود که باروئی با ۲۱ هزار گام در دور اصفهان ساخته شد. در دوران سلجوقیان، آبادانی اصفهان با ساخت مساجد، کوشک‌ها، باغستانها و عمارت‌های با شکوه رونق گرفت و مرکزیت یافت. با حمله مغول صدمات بسیاری به این شهر وارد شد؛ و از رونق و حشمت آن کاسته گردید.
از سال ۱۰۰۰ تا ۱۰۰۶ هـ. ق که شاه عباس اصفهان را به پایتختی خود انتخاب نمود و در آنجا مستقر شد، ساخت قصرها، مساجد و پل‌ها شروع گردید. شاردن در قرن یازده هجری اصفهان را با لندن مقایسه می‌کند و می‌نویسد، اصفهان بالغ بر یک میلیون و یکصد هزار نفر جمعیت دارد و طول باروها و دیوارهای شهر بیست هزار پا است، زیبایی شهر اصفهان را بیشتر از کاخهای عالی، خانه‌های مجلل و فرح‌انگیز و کاروانسراهای وسیع گزارش می‌کند که اصفهان دارای ۱۳۷ قصر سلطنتی و چهل محله می‌باشد. سایر شاهان صفوی ادامه دهنده کارهای شاه عباس بودند. تا حمله افغان‌ها، آرامش و آسایش خاصی در این شهر حکم فرما بود. در دوران زندیه و قاجاریه، انتقال پایتخت از اصفهان به شیراز و تهران و بی‌توجهی شاهان قاجار به عمران و آبادی اصفهان، مجدداً، از اعتبار و ارزش آن کاسته‌است.

## دیدگاه‌های پژوهشگران و تاریخ‌نویسان
یاقوت حموی، می‌نویسد:
اصفهان یا اسپهان از کلیه اسباه است که به معنی سپاه و اسب می‌باشد.
ابراهیم پورداوود، می‌گوید:
ارزش این وجه اشتقاق فقط در این است که می‌رساند در لهجه قدیم اصفهانی، اسباه به معنی اسب نیز بوده‌است.
پورداود یادآور شده‌است که بطلمیوس، جغرافیانگار سده دوم میلادی، نام این شهر را «اسپدان» نگاشته، سپس می‌گوید واژه اصفهان روی اسپاهان قرار گرفته که خود شامل سپاه به معنی ارتش و هان اسم مکان، یعنی جای سپاه است.
نویسنده کتاب حدودالعالم از این شهر به نام «سپاهان» یاد کرده، می‌گوید:
سپاهان شهری عظیم است و آن دو شهر است: یکی را جهودان خوانند و یکی را شهرستان و در هر دو منبر نهاده‌اند…
محمد حسین بن خلف تبریزی، دربارهٔ نام اصفهان، نوشته‌است:
اصباهان، معرب اسپاهان است و آن شهری است مشهور در عراق و نام اصلی او این است؛ و نام مقامی است از جمله دوازده مقام موسیقی و آن را اصفهانک نیز خوانند.
در کتیبه‌های پارسی هخامنشی، انزان شامل ناحیه اصفهان بوده و پیش از کوروش، مرکز قدرت هخامنشیان در این ناحیه بوده و پس از کورش انزان به گابیان تبدیل یافته و استرابن هم آن را به همین نام خوانده‌است و گابیان رفته رفته به جی تغییر یافت.
هرتسفلد نگاشته‌است:
اصفهان نام بلوکی از ولایت پریت کان و نام شهر «گبی» بوده‌است. گبی بعدها «گی» و سپس عربی شد و به «جی» تبدیل یافت.
در سده ۲ میلادی، نام گبی و اسپدانا در نقشه بطلمیوس دیده می‌شود. وی «اسپدانا» ی پارسی زمان هخامنشی را از کتاب ارتستنس، مدیر کتابخانه اسکندر مقدونی برداشته بود. در یک نقشه جهان‌نما که ۱۰۰ سال پیش از بطلمیوس کشیده شده‌است، این نام به صورت ساسانی «سپانه» یعنی سپاهان نگاشته شده و معنی آن، جای لشکریان است.
اسکندر مقدونی هنگام دنبال کردن داریوش هخامنشی به پارتاک یا پارک یاگی آمد و آن را گشود و اکسازر را که والی شوش بود به حکومت پارتاک گمارد. تاریخ نگاران پیشین، پارتاک را پاریتاکن نامیده‌اند که به پارسی آن روزی پرتیکان می‌گفتند و امروز فریدن می‌خوانند. پرتیکان به تمامی ناحیه اصفهان گفته می‌شد.
مفضل سعدبن حسین مافروخی اصفهانی، نویسنده کتاب محاسن اصفهان دربارهٔ نام اصفهان، می‌نویسد:
... و همچنین گفته‌اند که اصل لفظ نام اصفهان، اسفاهان بود، چرا که در ایام فرس، گودرزبن گشواد بر آن مستولی و مالک بود و هر وقت که پای اقتدار در رکاب استظهار آوردی هشتاد پسر صلبی او با او سوار گشتند، همه سواران جنگی فرزانه و جملگی دلاوران فرهنگی مردانه زیارت بر احفاد و اشیاع و عباد و اتباع چون سوار می‌شدند مردم می‌گفتند اسفاهان، یعنی لشکر، تداول کلام، عوام اصفهان را بدان نام نهاد.
مافروخی بار دیگر سخن از سپاه و سپاهیگیری به میان آورده، می‌گوید: 
... در روایت است که اردشیر بابکان گفت هرگز هیچ ملکی بر غلبه و استیلا هیج ملک قدرت نداشت تا اصفهانیان مدد بنمودند و پرویز گفت کار ملک بر ما قرار نگرفت الا به معاونت مدد اهل اصفهان و انوشیروان لشکر و سپاه اصفهان را بر تمامیت لشکرهای جهان تفصیل داد و از میان ایشان اهل فریدن را اختیار کرد.
ابن اثیر در کتاب اللباب می‌نویسد:
اصفهان به کسر اول یا فتح آن شهر بلاد جبال است و آن را از آن جهت اصفهان گفته‌اند که معرف سپاهان است و سپاه به معنی لشکر و ان علامت جمع نیست و اینجا محل تجمع سپاه اکاسره بوده‌است.
حمزه اصفهانی بر این باور بود که واژه اصفهان یا اسپاهان از سپاه گرفته شده که در فارسی به معنی قشون و سگ است. لاکهارت نیز بر این باور بود که از روزگار پارتها، واژه اسپاهان به این ناحیه گفته شده‌است.
گفتار بالا می‌رساند که این نام با سپاه و سپاهیگری بستگی داشته‌است و شاید چنین نقشی را «جی» به عهده داشته‌است نه «یهودیه» که گسترش آن، اصفهان کنونی را به وجود آورده‌است. واژه سپاه در پارسی باستان به معنی اسب نیز آمده‌است، زیرا اسب جزو کار سپاه بوده‌است چنان‌که یاقوت حموی، می‌گوید سپاه برابر اسب است و همین اصفهان را جایگاه سپاهیان دانسته‌است. در نزد آریاییها باارزش و محترم بوده‌است و بسیاری از بزرگران و نام‌آوران ایرانی به نام اسب نامگذاری می‌شده‌اند، مانند: گشتاسب، لهراسب و جاماسب، که همه این نامها واژه اسب دارند.
اصفهان در زمان خلافت عمر به دست عربها افتاد و تا دو سه سده حاکمانی از سوی خلفا در آن فرمانروایی می‌کردند. در دوران آل بویه و سلجوقیان پایتخت بود. پس از سلجوقیان تا دوران صفویه نیز پایتخت ایران بود، ولی در پایان دوران صفوی دستخوش کشتار، چپاول و خرابی شد.
اصفهان در حمله مغول و تیمورلنگ خسارتهای زیادی دید. تیمور لنگ از هفتاد هزار سربریده مردم این شهر، مناره‌ای برپا کرد و به گفته نویسنده کتاب حبیب السیر، در اصفهان جز زنده رود، کسی زنده نماند. از دوران افشاریه و زندیه در اصفهان آثار مهمی نمانده‌است، ولی در زمان قاجاریه به کوشش مردان خیر چند بنای قابل توجه ایجاد شد.
جی یا گی چنان‌که در زبان ارمنی محفوظ مانده در زبان پارتی به معنی اسب بوده‌است؛ بنابراین جی یا گی با همان اسپدان محصل نگهداری اسبان (اصفهان) معنی واحدی دارد.